# Jüdischer Friedhof (Schortens)

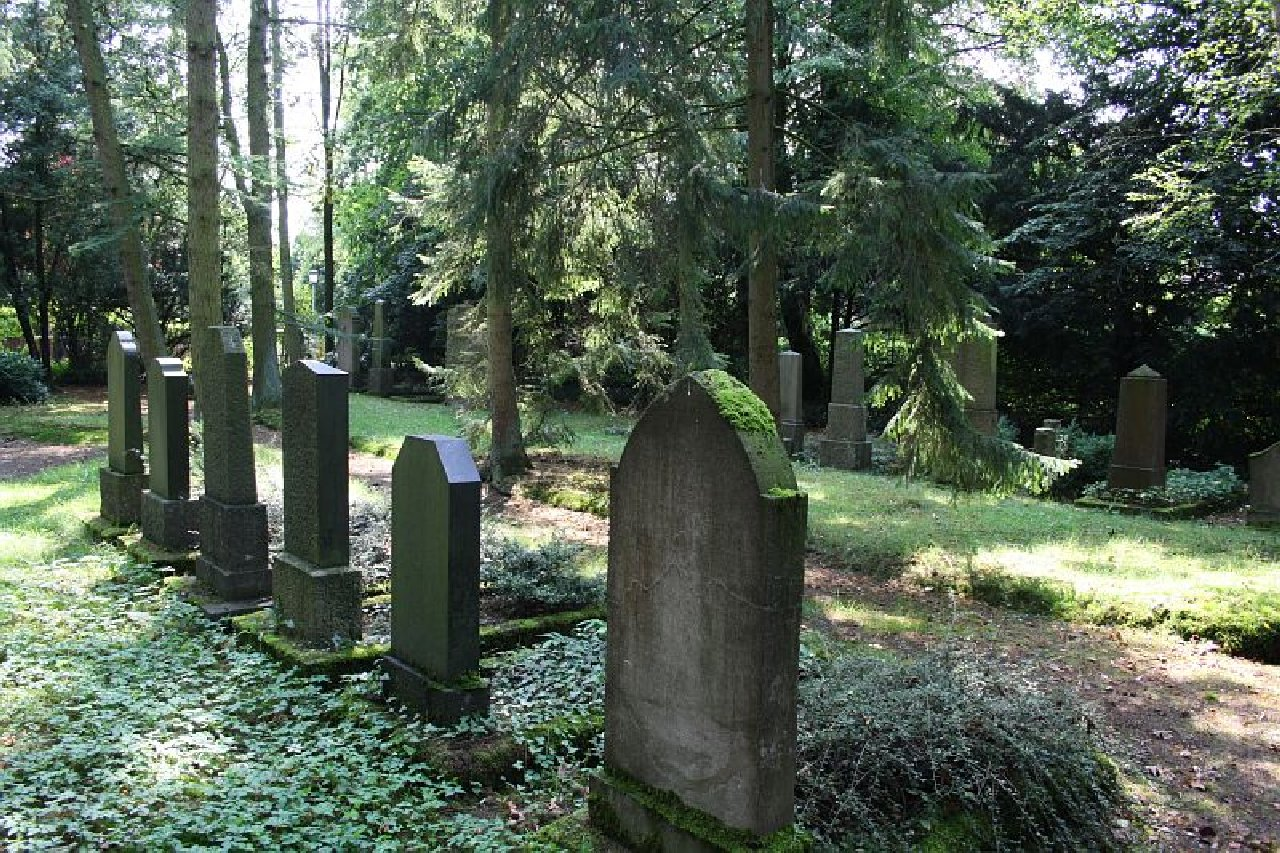
Jüdischer Friedhof Schortens

Der Jüdische Friedhof Schortens ist ein jüdischer Friedhof in der niedersächsischen Stadt Schortens im Landkreis Friesland. 
Der Friedhof, auf dem sich etwa 50 Grabsteine befinden, liegt an der Menkestraße. Er wurde von 1908 bis 2014 belegt.